# Hôtel Saint-Florentin

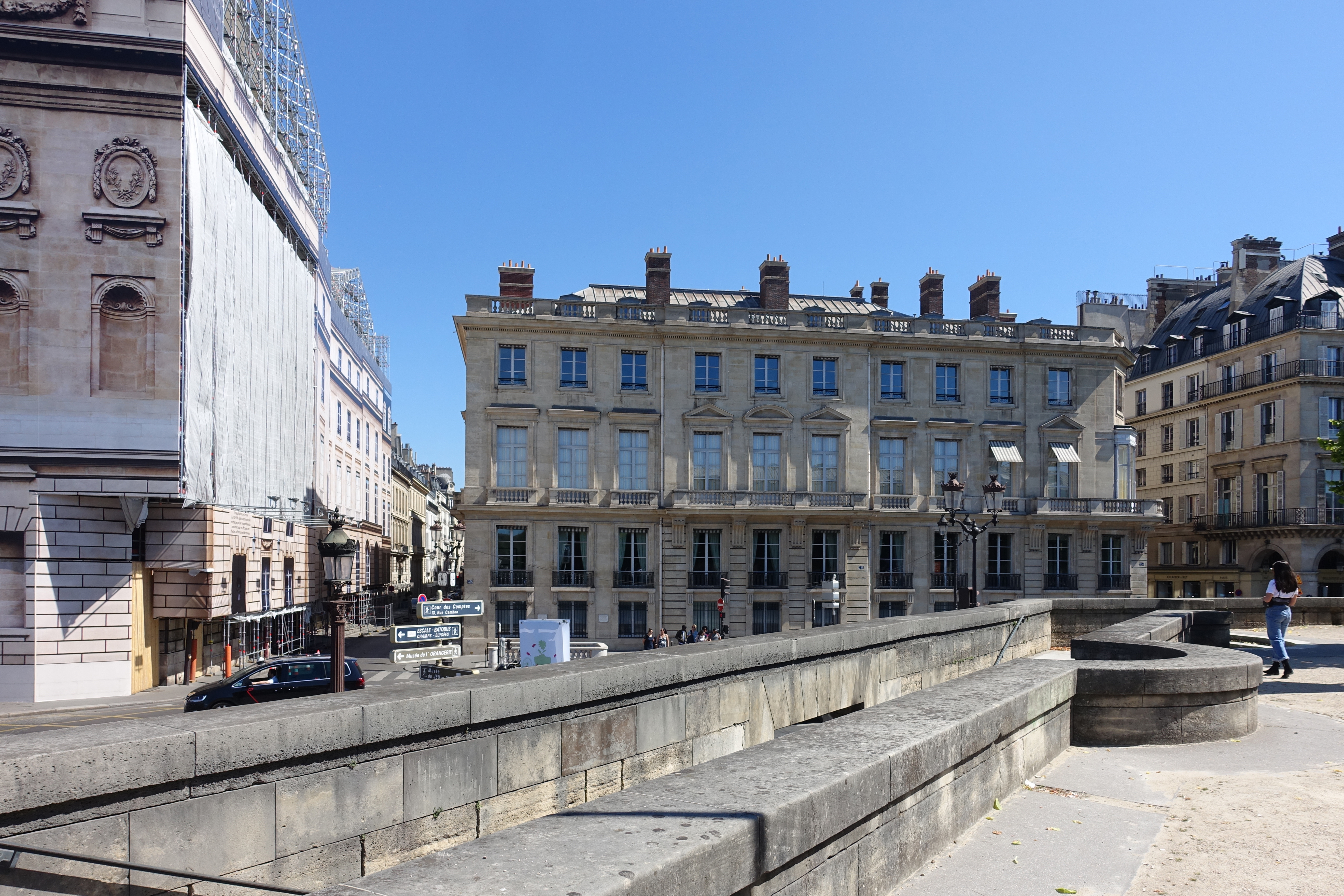
Hôtel Saint-Florentin vom Jardin des Tuileries aus gesehen.

Das Hôtel Saint-Florentin ist ein Hôtel particulier in der Rue Saint-Florentin 2 im 1. Arrondissement von Paris.
Es wurde vom Architekten Jean-François Chalgrin nach den Plänen des Architekten Ange-Jacques Gabriel für Louis Phélypeaux de Saint-Florentin, Duc de La Vrilliére, gebaut.
Es wurde nacheinander Hôtel de La Vrillière, Hôtel de l’Infantado und Hôtel Talleyrand genannt.
Das Gebäude ist Eigentum der US-Bundesregierung und beherbergt das George C. Marshall Center und seit 2008 die Pariser Niederlassung der Anwaltskanzlei Jones Day.

## Lage
Das Hotel nimmt seinen Platz um drei Achsen ein, nämlich die Rue Saint-Florentin, die Rue de Rivoli und die Rue de Mondovi. Es befindet sich außerdem an der nordöstlichen Ecke der Place de la Concorde und ist das Gegenstück zur Botschaft der Vereinigten Staaten in Paris, die sich an der nordwestlichen Ecke befindet.

## Geschichte
Das Hôtel ist Teil eines umfassenden architektonischen Plans des Architekten Ange-Jacques Gabriel für die Gestaltung der damaligen Place Louis-XV. Auf beiden Seiten der beiden Kolonnadengebäude, die die Rue Royale einrahmen, ließ er zwei symmetrische Hôtels particuliers errichten, deren Größe und Fassaden er skizzierte. Das Projekt war Gegenstand einer Verpflichtung zur architektonischen Symmetrie, die durch Patentbriefe vom 21. Juni 1757 und 30. Oktober 1758 erlassen wurde.
1767 erwarb Louis Phélypeaux de Saint-Florentin, Duc de La Vrillière, von dem Finanzier Samuel Bernard das Grundstück nordöstlich des Platzes zwischen dem Hôtel du Garde-Meuble und der damaligen Rue de l’Orangerie. Um sein Hôtel particulier nach Gabriels Entwurf zu bauen, wandte er sich an den Architekten Jean-François Chalgrin, der die Arbeiten dort bis 1769 ausführte.
Bildhauer wie Guillaume Coustou der Jüngere, Étienne-Pierre-Adrien Gois, François-Joseph Duret und Denis Coulonjon, die Maler Jean Simon Berthélemy und Hubert Robert sowie der Schmiedemeister Pierre Deumier führten hier ihre Kunst aus.
Der Duc de la Vrillère starb am 27. Februar 1777 in seinem Hôtel. Jacques-Charles de Fitz-James erwarb es im selben Jahr für 500 000 Livres. Der Herzog, der leichtfertig und verschwenderisch war, insbesondere im Hinblick auf seine zahlreichen wissenschaftlichen Experimente, machte schnell Schulden, die auf 600.000 Livres geschätzt wurden. Als er ruiniert war, musste er das Hôtel 1787 verkaufen, der Käufer war Pedro de Alcantara, der 12. Duque del Infantado († 1790), der es seiner Frau, die Herzogin Maria Anna, geborene Prinzessin zu Salm-Salm, überließ.
Als 1789 die Revolution ausbrach, vermietete die Herzogin das Hotel an die venezianische Botschaft, die dort bis 1794 blieb, bevor sie im folgenden Jahr ins Exil ging. Im selben Jahr wurden die Räumlichkeiten vom Wohlfahrtsausschuss beschlagnahmt, der dort die Commission du Commerce unterbrachte und in den Ställen eine Salpeterfabrik und ein Munitionslager einrichtete.
Im Jahr 1800 trennte sich die Herzogin von ihrem Hotel zugunsten des Diplomaten José Martínez de Hervás. Zwei Jahre später, als die Rue de Rivoli und die Rue de Mondovi gebaut wurden, wurde das Hôtel Saint-Florentin von seinem Garten getrennt.
1812 wurde das Hôtel von Charles-Maurice de Talleyrand-Périgord für 500.000 Francs gekauft, wovon 70.000 Francs in bar und der Rest durch die Tilgung alter Forderungen aufgebracht wurden. Er ließ sich im Zwischengeschoss nieder und überließ seiner Lebensgefährtin, der Duchesse de Dino, die Nutzung des zweiten Stockwerks. Hier führte er zahlreiche Verhandlungen, insbesondere bei der Unterzeichnung der Verträge von Fontainebleau und Paris im Vorfeld des Wiener Kongresses, die alle darauf abzielten, die Monarchie in Frankreich wiederherzustellen. Bei diesen Gelegenheiten empfing der Herzog zahlreiche politische Persönlichkeiten der damaligen Zeit wie König Friedrich Wilhelm III. von Preußen, Kaiser Franz I. von Österreich, aber auch Arthur Wellesley, 1. Duke of Wellington, den britischen Botschafter. Seine Gastgeberqualitäten führten dazu, dass er Zar Alexander I. von Russland empfing, der sich nach dem Einmarsch der russischen Truppen in Paris am 31. März 1814 zwei Wochen lang, vom 1. bis 15. April 1814, hier aufhielt. Bei dieser Gelegenheit sagte er: „Ihre Majestät erringt in diesem Moment vielleicht ihren schönsten Triumph; sie macht das Haus eines Diplomaten zum Tempel des Friedens.“
Talleyrand starb am 17. Mai 1838 nach einem letzten Besuch von König Louis-Philippe I. in seinem Hôtel. In Choses Vues 1830–1848 berichtet der Schriftsteller Victor Hugo über diesen Ort, indem er schreibt:
„In diesem Palast hatte er wie eine Spinne in ihrem Netz nacheinander Helden, Denker, große Männer, Eroberer, Könige, Prinzen, Kaiser, Bonaparte, Sieyès, Madame de Staël, Chateaubriand, Benjamin Constant, Alexander von Russland, Wilhelm von Preußen, Franz von Österreich, Ludwig XVIII. und Louis-Philippe, all die goldenen und strahlenden Fliegen, die in der Geschichte der letzten vierzig Jahre schwirrten, angezogen und gefangen. All dieser funkelnde Schwarm, fasziniert von dem tiefen Auge dieses Mannes, war nacheinander unter dieser dunklen Tür hindurchgegangen, die auf ihrer Architektur die Aufschrift trägt: Hotel Talleyrand.“
Die Herzogin von Dino, Erbin ihres Onkels durch Heirat, verkaufte das Hotel im Juli 1838 für 1,2 Millionen Francs an Baron James de Rothschild. Dieser machte es, wie Heinrich Heine es formulierte, zum „Versailles der Pariser Plutokratie“. Der Baron vermietete eine Wohnung im Zwischengeschoss an die Fürstin von Lieven, durch die es ein Ort des politischen und diplomatischen Einflusses blieb, aber auch an den Grafen Jaubert und seine Frau, die zwischen 1841 und 1845 dort wohnten.
1857 schenkte der Baron das Hôtel seinem Sohn Alphonse de Rothschild, der es von 1868 bis 1871 durch den Architekten Léon Ohnet umfassend umbauen ließ. In dieser Zeit wurde insbesondere der Flügel zur Rue de Mondovi hin verdoppelt. Der Architekt ließ auch Dekorationen aus dem Pavillon de musique in Louveciennes einbauen, der von Claude-Nicolas Ledoux für Madame Du Barry gebaut worden war. Diese Holzvertäfelungen wurden von Métivier und Feuillet geschnitzt.
1906 erbte Édouard Alphonse James de Rothschild das Hotel von seinem Vater und lebte dort bis zur deutschen Besetzung während des Zweiten Weltkriegs. In dieser Zeit wurde das Hotel zunächst vom Marineministerium des Vichy-Regimes beschlagnahmt und beherbergte später das Hauptquartier der deutschen Marine. Während der Befreiung von Paris besetzten die Truppen von General Leclerc am 25. August 1944 das Hauptquartier der deutschen Marine im Hôtel. Nach der Befreiung wurde das Haus von der Vizepräsidentschaft des Rates besetzt und beherbergte kurzzeitig die Büros von Maurice Thorez.
Nach dem Zweiten Weltkrieg wurde das Hôtel, das inzwischen an die Familie Rothschild zurückgegeben worden war, ab 1948 an die Regierung der Vereinigten Staaten vermietet, die dort 1949 das George C. Marshall Center zur Verwaltung des Marshallplans für den Wiederaufbau Europas einrichtete. Der Direktor für Europa, William Averell Harriman, richtete sein Büro im Salon de l’Aigle ein. Das Hôtel beherbergte auch die erste US-Mission bei der NATO und wurde am 14. November 1950 von den Vereinigten Staaten gekauft.
Von 1981 bis 1984 wurde es von den Architekten Hugh Newell Jacobsen und J. Bruce Smith mit Unterstützung des Dekorateurs Robert Carlhian, der sich auf historische Dekorationen spezialisiert hatte, vollständig restauriert. Dabei wurde jeder Raum seiner ursprünglichen Bestimmung entsprechend wiederhergestellt. Der Besuch der Etage des Südflügels, die nach George C. Marshall benannt wurde, ist wieder möglich. Zwischen 1999 und 2007 wurde das Gebäude erneut sorgfältig restauriert, was unter anderem von der internationalen Stiftung World Monuments Fund finanziert wurde.
Im Frühjahr 2007 verließ die US-Konsularabteilung die Räumlichkeiten und die US-Bundesregierung führte eine Ausschreibung durch, um die künftigen Nutzer des Hotels auszuwählen. Die Anwaltskanzlei Jones Day erhielt den Zuschlag und unterzeichnete im September 2008 einen Mietvertrag über die Nutzung des gesamten Gebäudes, mit Ausnahme des Centre Marshall und der angrenzenden Räume im zweiten Stock, die weiterhin von Regierungsstellen genutzt werden. Die Kanzlei Jones Day verpflichtete sich, zahlreiche Arbeiten durchzuführen, um das Hotel in funktionale Büros umzuwandeln und dabei den historischen Wert des Gebäudes zu respektieren und zu erhalten. Die Arbeiten begannen Anfang September 2008 und waren Anfang 2010 abgeschlossen.

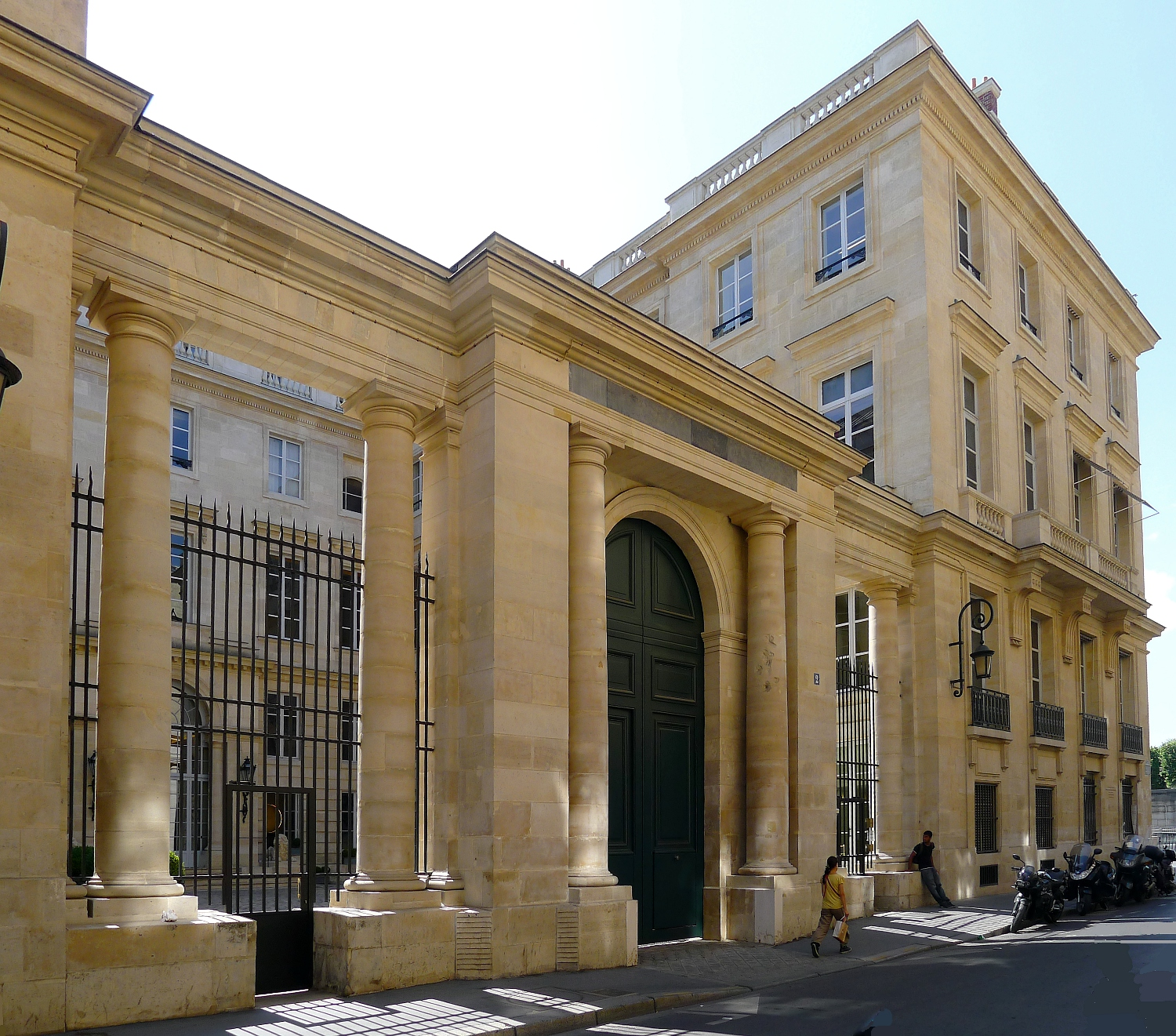
Eingang zum Hôtel Saint-Florentin, Rue Saint-Florentin 2

## Architektur
Chalgrin hielt sich an den von Gabriel festgelegten Ordnungsplan für die Umgebung des Place Louis-XV., was dem Gebäude einen Charakter als zugleich französischen und italienischen Palast verlieh.
In der Rue Saint-Florentin war der Architekt nicht denselben Zwängen unterworfen. Er entschied sich für eine Variante, die man bei mehreren Gebäuden der gleichen Epoche findet, nämlich ein Portal auf der Straße, das von Kolonnaden mit Tageslicht eingerahmt wird, die sowohl der Straße als auch der Wohnung des Intendanten der Garde-meuble, die im gegenüberliegenden Hotel untergebracht ist, Licht verleihen.

## Galerie

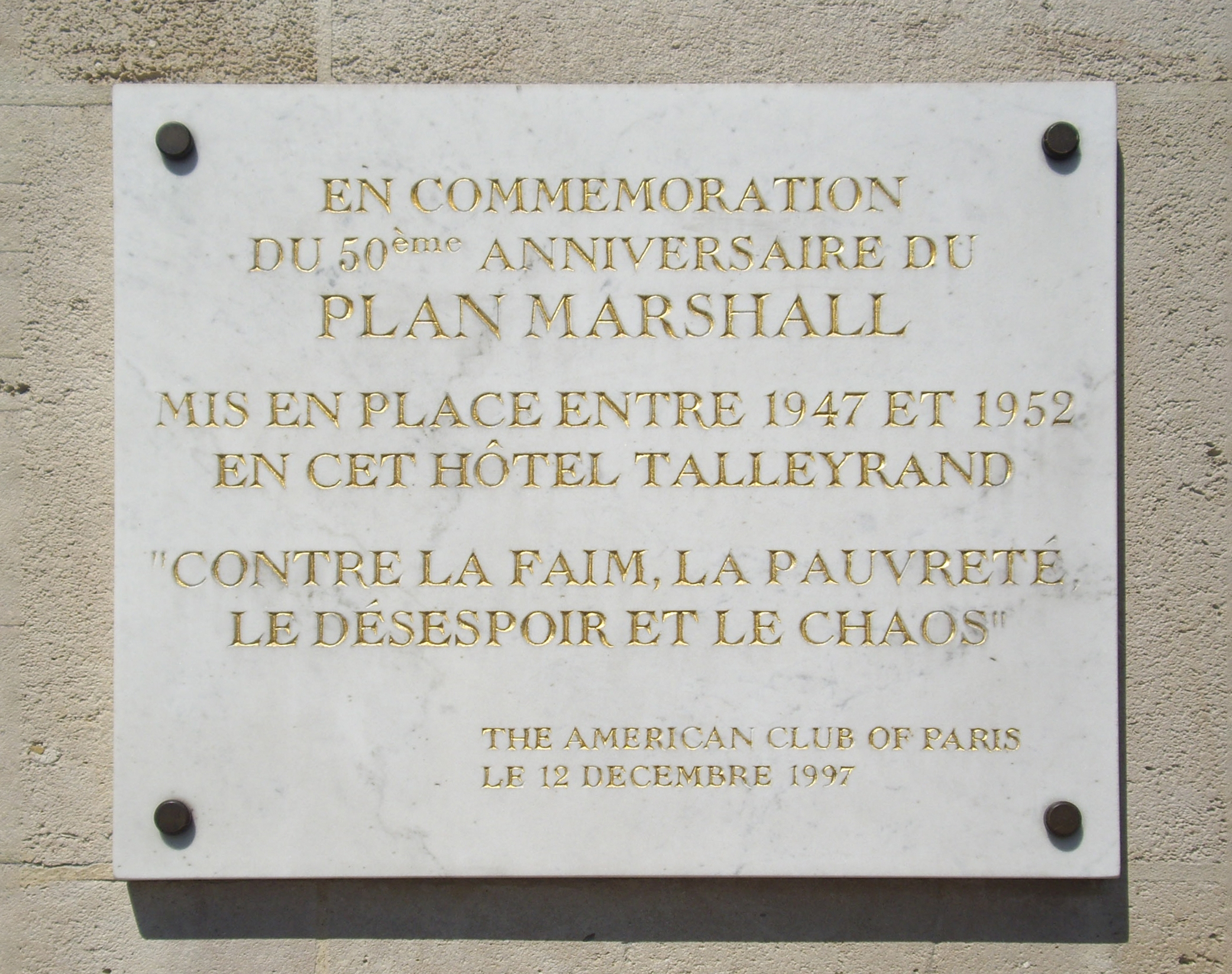
Gedenktafel (auf Französisch) zum 50. Jahrestag des Marshall-Plans (The American Club of Paris – 12. Dezember 1997 – Fassade der 258 rue de Rivoli in Paris).
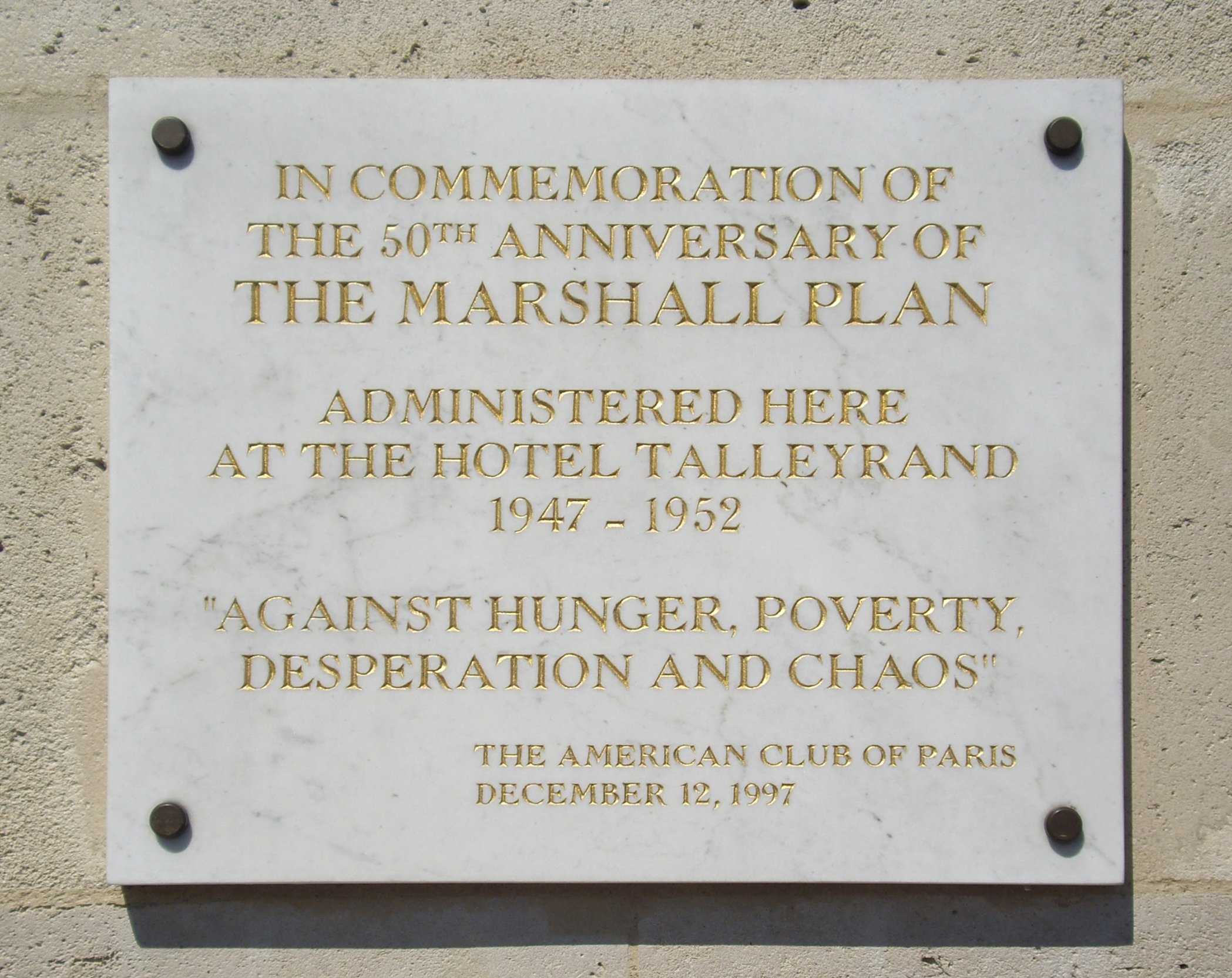
Gedenktafel (auf Englisch) zum 50. Jahrestag des Marshallplans (The American Club of Paris – 12. Dezember 1997 – Fassade der 258 rue de Rivoli in Paris).
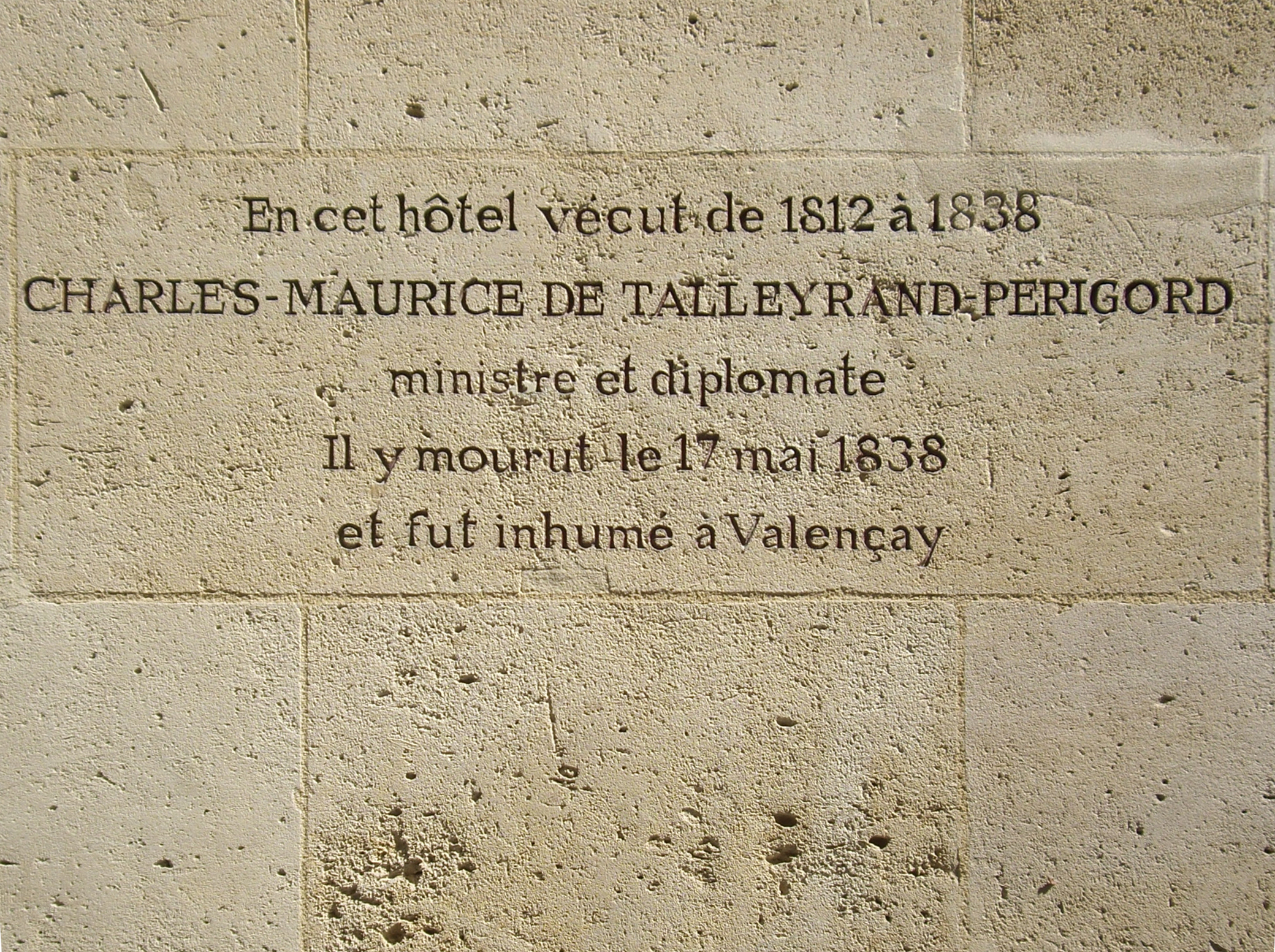
Inschrift in der Rue Saint-Florentin.

## Denkmalschutz
Das Hotel ist seit dem 12. Februar 1925 als historisches Denkmal eingetragen und wird auch vom US-Außenministerium als Culturally Significant Property eingestuft.